# Кабул (провінція)
Кабу́л (дарі کابل) — провінція на сході Афганістану, одна з тридцяти чотирьох областей країни. Адміністративний центр — Кабул. На початку XIII століття Кабул вважався одним з найкрасивіших місць у світі, був культурним центром. З тих пір ця краса знищена у тяжких і кривавих війнах.
Загальна площа території провінції становить 4 462 км². Чисельність населення станом на 2006 рік становить 3 314 000 чоловік.

## Райони

Поділ провінції Кабул

До складу провінції входить 15 повітів:
- Баграмі
- Чахар-Асаб
- Дех Сабс
- Фарза
- Гулгара
- Істаліф
- Кабул
- Калакан
- Кхакі Джабба
- Мір Бача Кот
- Муссахі
- Пагхман
- Карабах
- Шакардара
- Суробі